# Dreiherrenstein am Großen Weißenberg
Der Dreiherrenstein am Großen Weißenberg ist ein historischer Grenzstein in 740 m Höhe am Großen Weißenberg im Thüringer Wald. Er befindet sich etwa 5 km westlich vom Großen Inselsberg entfernt am Rennsteig.
Dieser Dreiherrenstein markierte über Jahrhunderte die Grenzen vom Herzogtum Sachsen-Meiningen, dem Herzogtum Sachsen-Coburg und Gotha sowie Kurhessen. Auch heute bildet der Dreiherrenstein einen Grenzpunkt: Hier treffen die Landkreise
Gotha (mit der Gemarkung Winterstein), der Landkreis Schmalkalden-Meiningen (mit der Gemarkung Brotterode) und der Wartburgkreis (mit der Gemarkung Steinbach) aufeinander.
Am Dreiherrenstein beginnt der Breitunger Rennsteig, er führt in südlicher Richtung nach Breitungen.
Neben der Ausflugsgaststätte Waldschänke befindet sich seit 1913 auch das Denkmal für  Victor von Scheffel. Mit seinem Werk: Am Anfang (1863) verhalf er dem Rennsteig zu weiterer Bekanntheit.

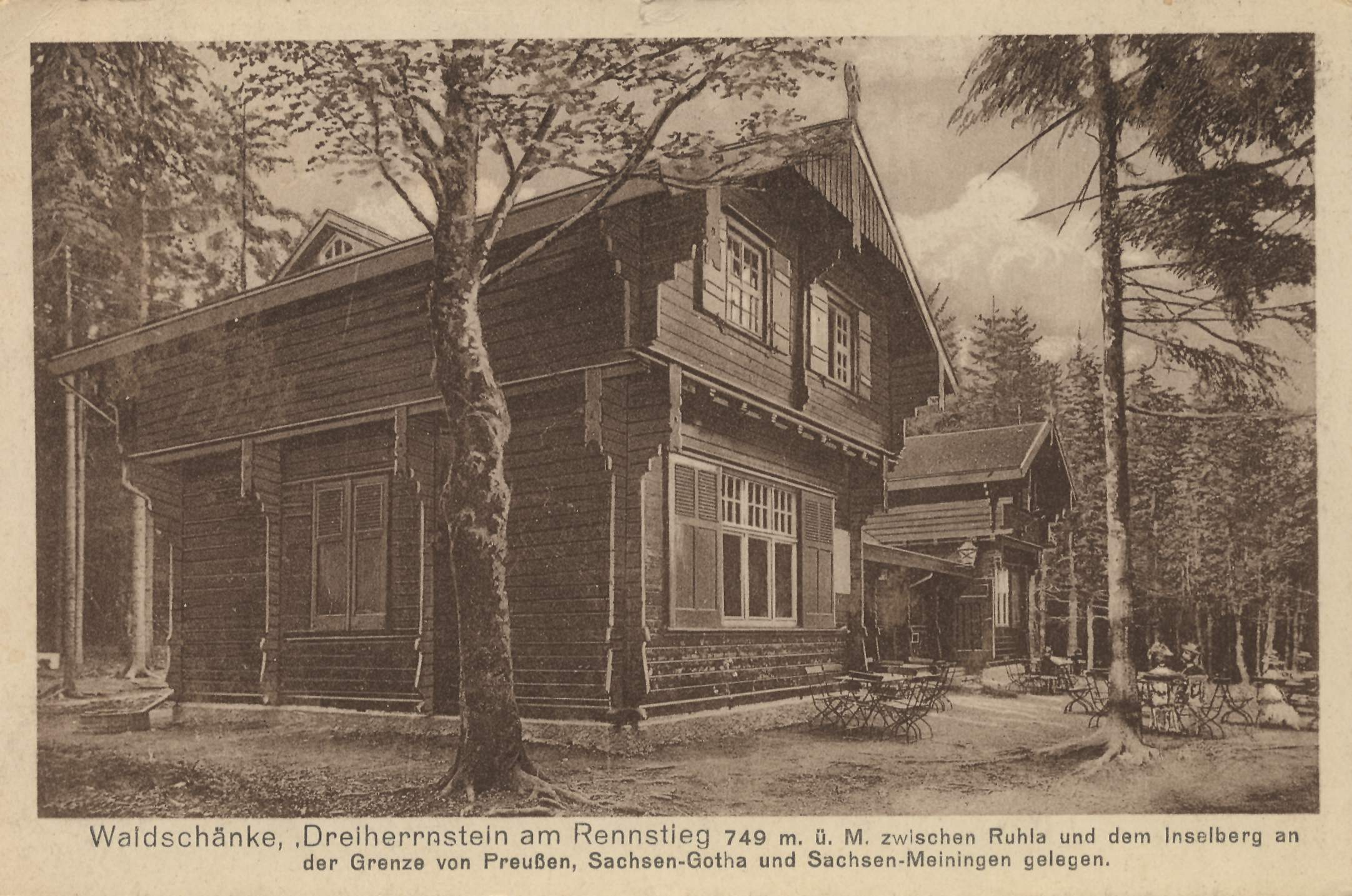
Waldschänke (um 1900)
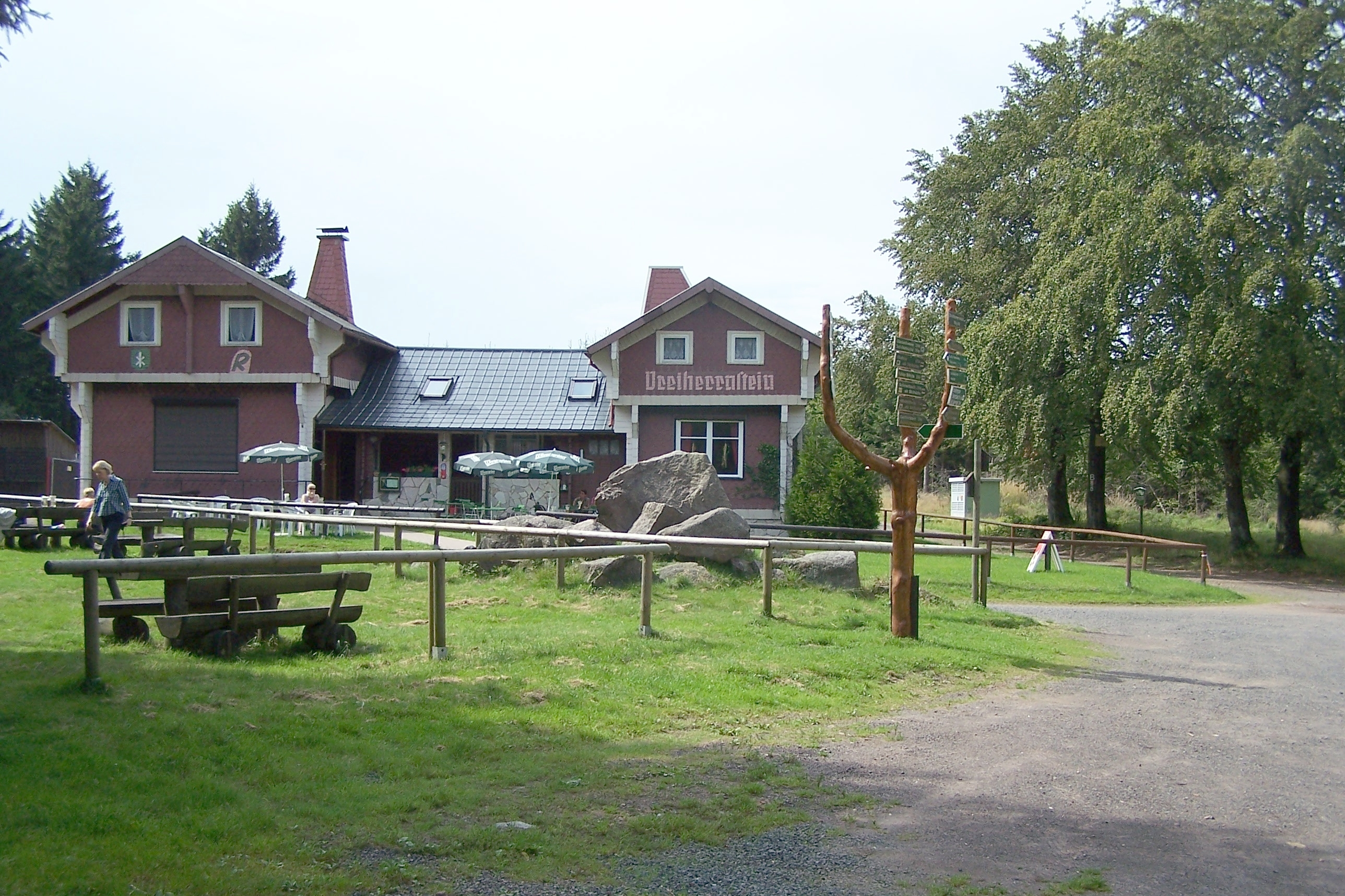
Blick zur Ausflugsgaststätte